# Trại Họp bạn Hướng đạo Thế giới lần thứ 21
Trại Họp bạn Hướng đạo Thế giới lần thứ 21 (21st World Jamboree) đã được tổ chức vào tháng 7 và tháng 8 năm 2007, và là một phần lễ kỷ niệm 100 năm Phong trào Hướng đạo Thế giới năm 2007. Sự kiện này được Anh Quốc tổ chức trong năm 2007 để đánh dấu sinh nhật lần thứ 100 năm ngày thành lập Hướng đạo trên Đảo Brownsea.
Sự kiện này được tổ chức trong 12 ngày (từ 27 tháng 7 đến 8 tháng 8) tại Công viên Hylands, Chelmsford, Essex. Nơi này được chọn vì dễ đến bằng đường không và đường biển, và nó cũng gần Công viên Gilwell, một khu cắm trại quan trọng và trung tâm huấn luyện các huynh trưởng.
Khoảng gần 40.000 Hướng đạo sinh từ 151 quốc gia có phong trào Hướng đạo được công nhận (công nhận là ám chỉ đến tình trạng thành viên trong Tổ chức Phong trào Hướng đạo Thế giới) đã cắm trại trong dịp này, cùng với nhiều người khác đến tham quan trong ngày. Cũng có trên 8.600 thành viên của Đội Phục vụ Quốc tế (Internatational Service Team) đến từ khắp nơi trên thế giới.

## Mục đích
Trại Họp mặt đầu tiên được tổ chức năm 1920 tại Olympia, London ở Anh Quốc. Kể từ đó, sự kiện này được phổ biến tổ chức cứ bốn năm một lần, với một lần đứt quãng khoảng giữa lần trại họp bạn năm 1937 và 1947 vì Chiến tranh thế giới thứ hai, và cũng bị gián đoạn một lần giữa hai kỳ họp bạn năm 1975 và 1983 vì tình trạng mất ổn định chính trị tại Iran. Trại Họp bạn Hướng đạo Thế giới đã được tổ chức tại nhiều quốc gia, mặc dù nó chưa bao giờ diễn ra tại Phi châu. Mục đích của trại họp bạn là để khích lệ thám hiểm, tình hữu nghị quốc tế, và phát triển thanh thiếu niên.

## Tham gia

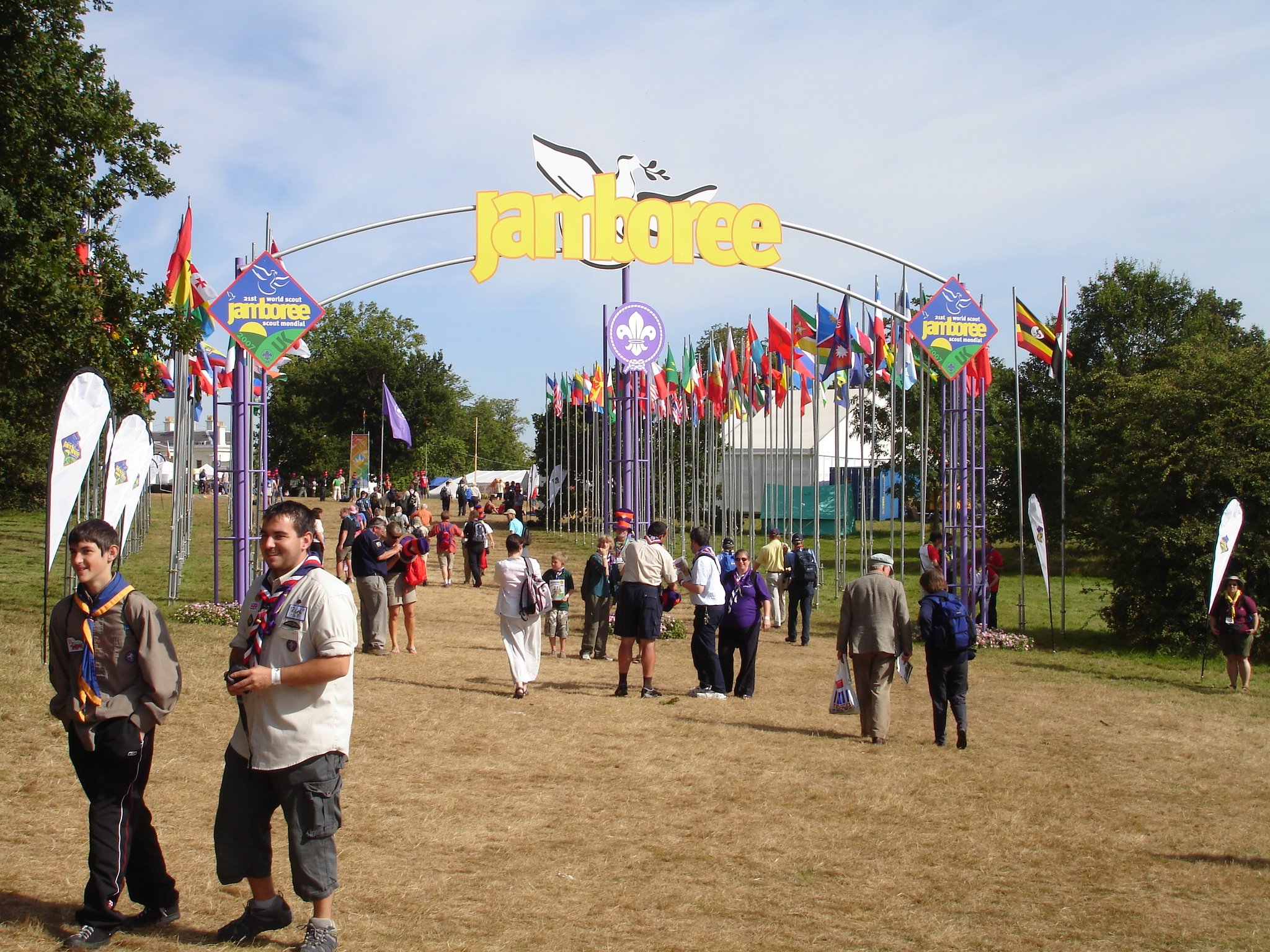
Cổng chính vào Trại Họp bạn Hướng đạo Thế giới lần thứ 21

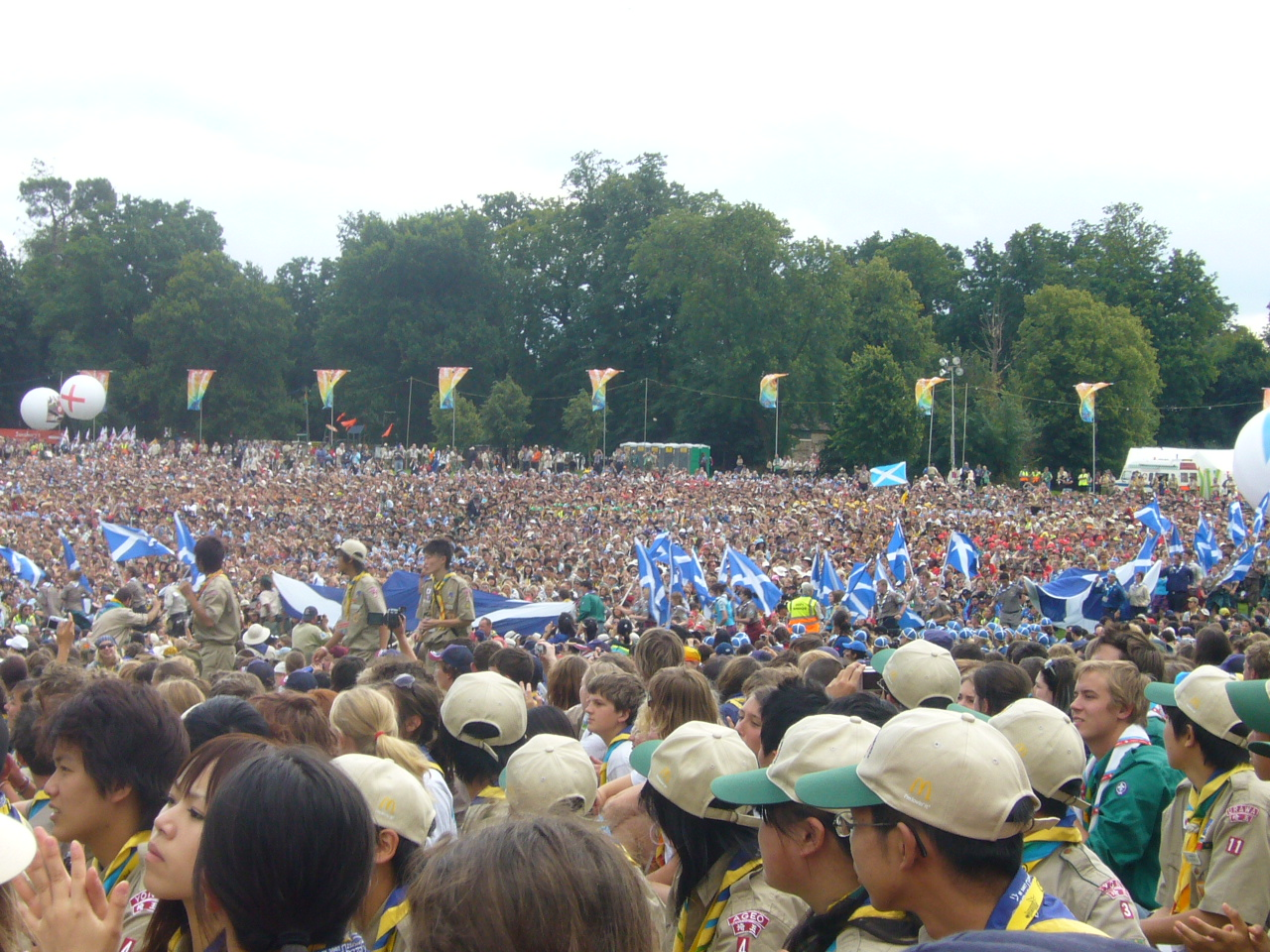
Lễ khai mạc

Sự kiện này mở cho tất cả các thành viên của Tổ chức Phong trào Hướng đạo Thế giới (World Organization of the Scout Movement - WOSM) tuổi từ 14 đến 17 tuổi tính từ lúc bắt đầu cuộc trại hợp bạn vào 27 tháng 7 năm 2007. Thành viên của Hội Nữ Hướng đạo Thế giới (World Association of Girl Guides and Girl Scouts - WAGGGS) có thể tham gia nếu tổ chức quốc gia thuộc WOSM của thành viên đồng ý. Những ai muốn tham dự phải được hội Hướng đạo bản xứ của mình chọn lựa.
Tuy nhiên, nhiều thành viên trưởng thành cũng có thể tham dự, để mang đến một chương trình thật phong phú, và cũng để giám sát và giúp đỡ các thanh thiếu niên. Họ hoạt động như là thành viên của đội phục vụ và ban nhân sự quốc tế (International Staff/Service Team - ITS).
Mỗi phong trào Hướng đạo quốc gia chọn lựa các đại diện của mình trong nhiều cách khác nhau (thí dụ, tại Anh Quốc, sự lựa chọn do châu hoặc vùng thực hiện).
Quan khách gồm mọi lứa tuổi cũng được chào đón tại trại họp bạn. Tuy nhiên, thời biểu và khu vực mà quan khách có thể viếng thăm có giới hạn để giữ một sự kiện suôn sẻ cho tất cả tham dự viên.
Kỳ trại họp bạn thế giới này là kỳ trại họp bạn lớn thứ nhì từng được tổ chức với khoảng 40.000 tham dự viên và thành viên đội phục vụ/ban nhân sự quốc tế, và hàng ngàn quan khách. Trại Họp bạn Hướng đạo Thế giới lần thứ 3 năm 1929 là lớn nhất từng được tổ chức với 50.000 tham dự viên.
Hiện nay tất cả trừ sáu lãnh thổ trên thế giới có phong trào Hướng đạo được công nhận đang gởi các Hướng đạo sinh đến kỳ họp bạn này, và nhiều nỗ lực đã tiến hành để có được đại diện từ mỗi lãnh thổ.

## Chủ đề

Phù hiệu chào mừng Hướng đạo 100 năm, có thể được đeo trên đồng phục của các Hướng đạo sinh tích cực khắp thế giới

Mỗi Trại Họp bạn Hướng đạo Thế giới đều có một chủ đề, và chủ đề năm 2007 là "Một Thế giới, Một Lời hứa". Câu châm ngôn này được ghi vào trong phù hiệu mừng 100 năm Hướng đạo và có dịch ra các ngôn ngữ địa phương của tất cả các tổ chức Hướng đạo thành viên của WOSM. Khẩu hiệu này cũng có trong lời ca của Bài hát Chính thức của Trại Họp bạn kỳ này.
Vài sự việc: - Giữa nửa đêm thứ năm ngày 26 và nửa đêm thứ sáu ngày 27 các xe buýt đến Công viên Hylands cứ mỗi hai phút một chuyến. - Nếu một người có thể một mình mở đủ hộp giấy đựng nước cam cho các thành viên của đội phục vụ và ban nhân sự quốc tế mỗi người một ly cùng với đồ ăn sáng thì người đó phải mất cả ngày hôm trước và cả đêm hôm đó để làm chuyện này. - Nhiều quốc gia tham dự Trại Họp bạn thế giới hơn tham dự vào Thế vận hội.

## Thu hút
Sự thu hút chính và sự kiện gồm có:

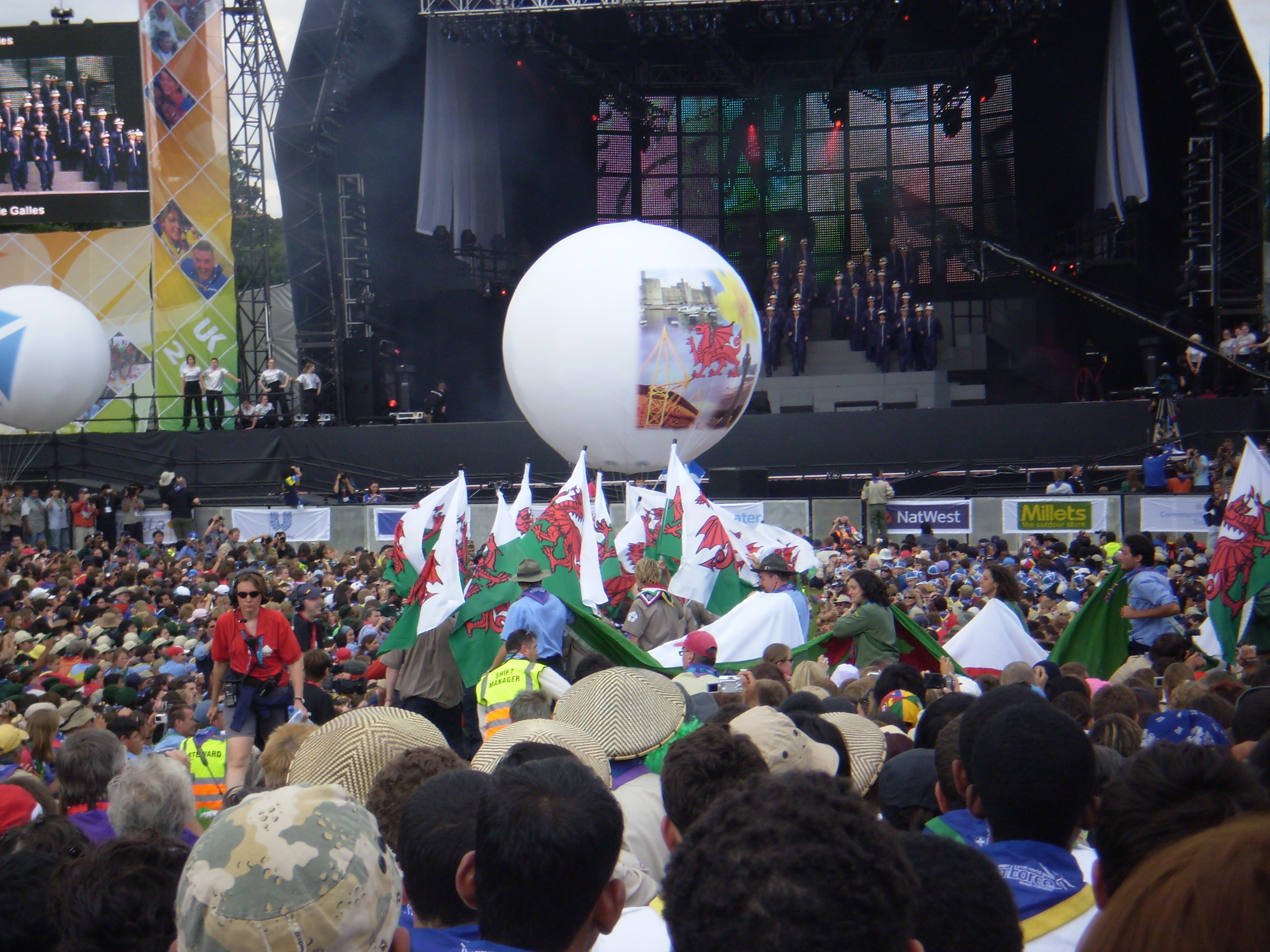
Lễ khai mạc

- Lễ khai mạc: Trại được thông báo cho một buổi lễ đặc biệt. Thái tử William và Hoàng từ Phillip đã tham dự buổi lễ và đại diện cho Hoàng gia
- Làng Thế giới: Sáu vùng trên đất trại nơi các Hướng đạo sinh có thể trải qua những sự việc như sáng tạo, kỹ thuật, và văn hoá.
- Thám du Gilwell: Các hoạt động thử thách và thám hiểm tại Công viên Gilwell.
- Làng Phát triển Địa cầu: Khám phá các thử thách chính của thế giới qua chương trình thực tế được điều hành bởi các chuyên gia từ Liên Hợp Quốc và các tổ chức tương tự và các tổ chức từ thiện như Oxfam.
- Ngày Hành động Cộng đồng: Một ngày dành để tạo khác biệt cho cộng đồng qua việc dấn thân vào các hoạt động như phát hoang cỏ bụi và cây ở Rừng Epping, tái trang trí một ngôi nhà cho trẻ em.
- Các chương trình hàng ngày: biểu diễn bởi ca đoàn Trại Họp bạn Thế giới từ Anh Quốc. Sẽ có nhiều tiết mục biểu diễn.
- Nghi lễ Bình minh: Sự kiện này đánh dấu 100 năm Hướng đạo; tất cả các Hướng đạo sinh đã tham dự với nhau để tuyên hứa lại qua một cầu truyền hình trực tiếp đến Đảo Brownsea, nơi trại Hướng đạo đầu tiên đã xảy ra. Ca đoàn cũng phục vụ văn nghệ trong và sau sự kiện sáng sớm. Các sự kiện tương tự đã diễn ra lúc 8 giờ sáng giờ địa phương ngày 1 tháng 8 khắp thế giới. Lord Baden-Powell, cháu của người sáng lập ra phong trào Hướng đạo cũng hiện diện, và ông đã đọc một bài diễn văn mà ông nội của ông đã nhờ đọc giùm lúc mất.

Giải thưởng Hữu nghị được giới thiệu cho Đội Phục vụ Quốc tế.

## Các tiểu trại

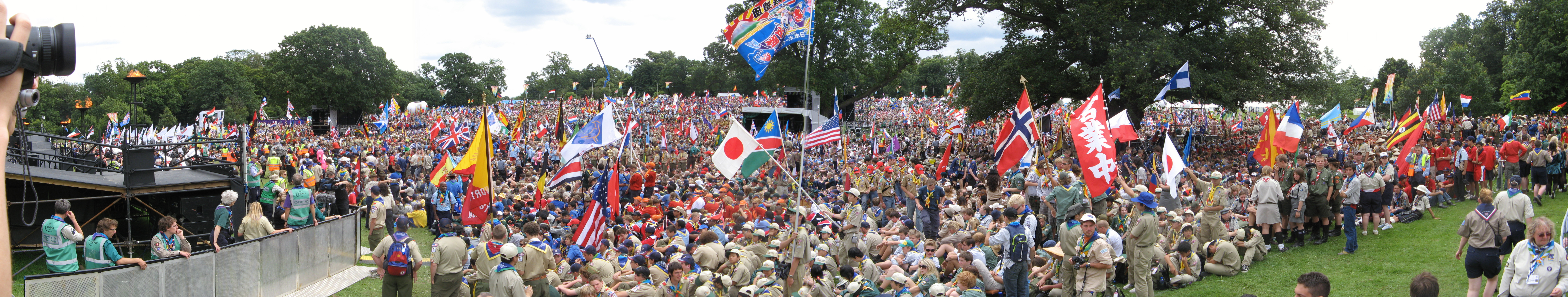
Tại lễ khai mạc

Mỗi khu trung tâm (hub) có 4 tiểu trại (subcamp) và mỗi tiểu trại có 2.000 Hướng đạo sinh và chương trình riêng của tiểu trại. Trong các tiểu trại, mỗi đoàn (troop) có 36 tham dự viên. Bốn khu trung tâm là:
| - Nhiệt đới (Tropical) - Rừng nhiệt đới (Jungle) - Phá nước (Lagoon) - Đước (Mangrove) - Rừng mưa nhiệt đới (Rain forest) | - Đại dương (Ocean) - Bãi biển (Beach) - Bến tàu (Harbour) - Vịnh hẹp (Fjord) - Đảo san hô hình vòng (Atoll) | - Sa mạc (Desert) - Ốc đảo (Oasis) - Cồn cát (Dune) - Suối cạn (Wadi) - Lãnh nguyên (Tundra) | - Núi (Mountain) - Núi lửa (Volcano) - Cao nguyên (Plateau) - Sông băng (Glacier) - Thung lũng (Canyon) |

Khu trung tâm cho người lớn là dành riêng cho thành viên Đội Phục vụ Quốc tế và những người lớn khác, không có quan hệ với một tiểu trại nào hoặc đơn vị tham dự nào và nó có chương trình hoạt động riêng của nó lần đầu tiên:
- Đảo (Island)
  - Sông chảy xiết (Gave)
  - Dãy đá san hô (Reef)
  - Quần đảo (Archipelago)

## Chuẩn bị

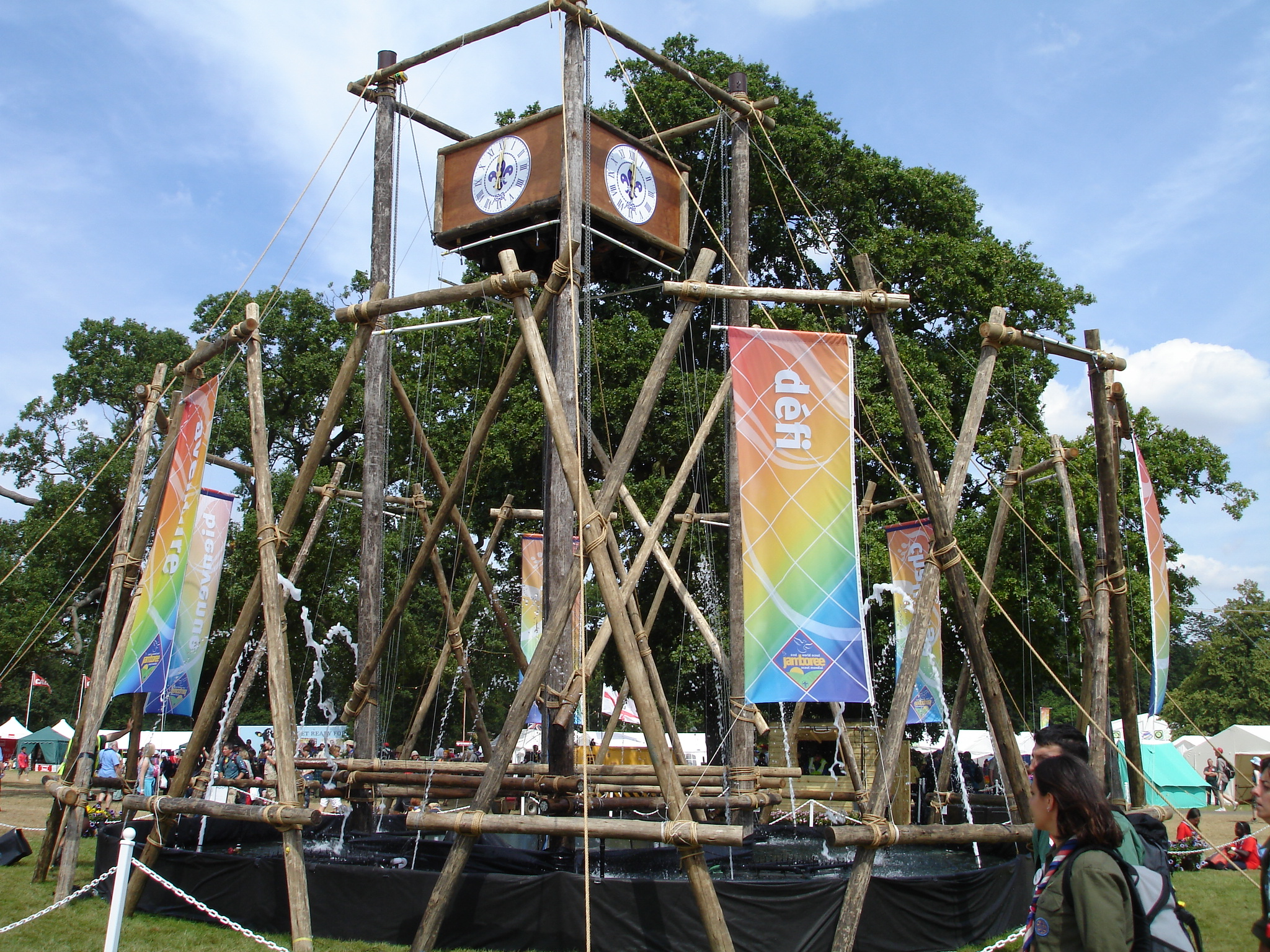
Đồng hồ trung tâm được xây lên bằng kỹ thuật nút dây và dựng trại.

Mọi chuẩn bị cho sự kiện này bao gồm một Trại Họp bạn Hướng đạo quy mô nhỏ hơn đó là EuroJam 2005 có đến 10.000 Hướng đạo sinh cắm trại trong cùng địa điểm. Cuộc diễn tập này cho phép các nhà hoạch định Trại Họp bạn thử nghiệm một số khía cạnh của sự kiện, bao gồm điều khiển dòng người khổng lồ trong khu vực. Thực phẩm và các nhu yếu phẩm dùng cho kỳ Trại EuroJam cũng đạt được kỷ lục về lượng đặt hàng chỉ một lần trên mạng Internet đến một siêu thị và được giao bằng các xe hàng toa nối lớn. Trại Họp bạn Thế giới lần này chắc chắn phá kỷ lục nếu như ban tổ chức trại chọn đặt hàng trên mạng lần nữa.
"Scouts Shops Ltd", có trách nhiệm cung cấp phần nhiều các trang thiết bị cho Trại Họp bạn Thế giới lần thứ 21, báo cáo rằng giá thép trên thị trường thế giới gia tăng vì sự đặt hàng của Trại Họp bạn.

## Liên hoan trước Sự kiện của đoàn Vương quốc Anh
Cả đoàn của Vương quốc Anh đã đến một ngày trước những đoàn còn lại của thế giới, và trong đêm họ đến họ đã có một buổi liên hoan trên sân khấu của Trung tâm Nhiệt đới (Tropical Hub) với các tiết mục trình diễn của Liberty X và Lemar và cũng có sự hiện diện của Jason King (Radio 1) và người dẫn chương trình truyền hình của đài CBBC là Anne Foyye. Peter Duncan, Hướng đạo Trưởng của Hội Hướng đạo Vương quốc Anh cũng có mặt trên sân khấu.

## Bài hát chính thức

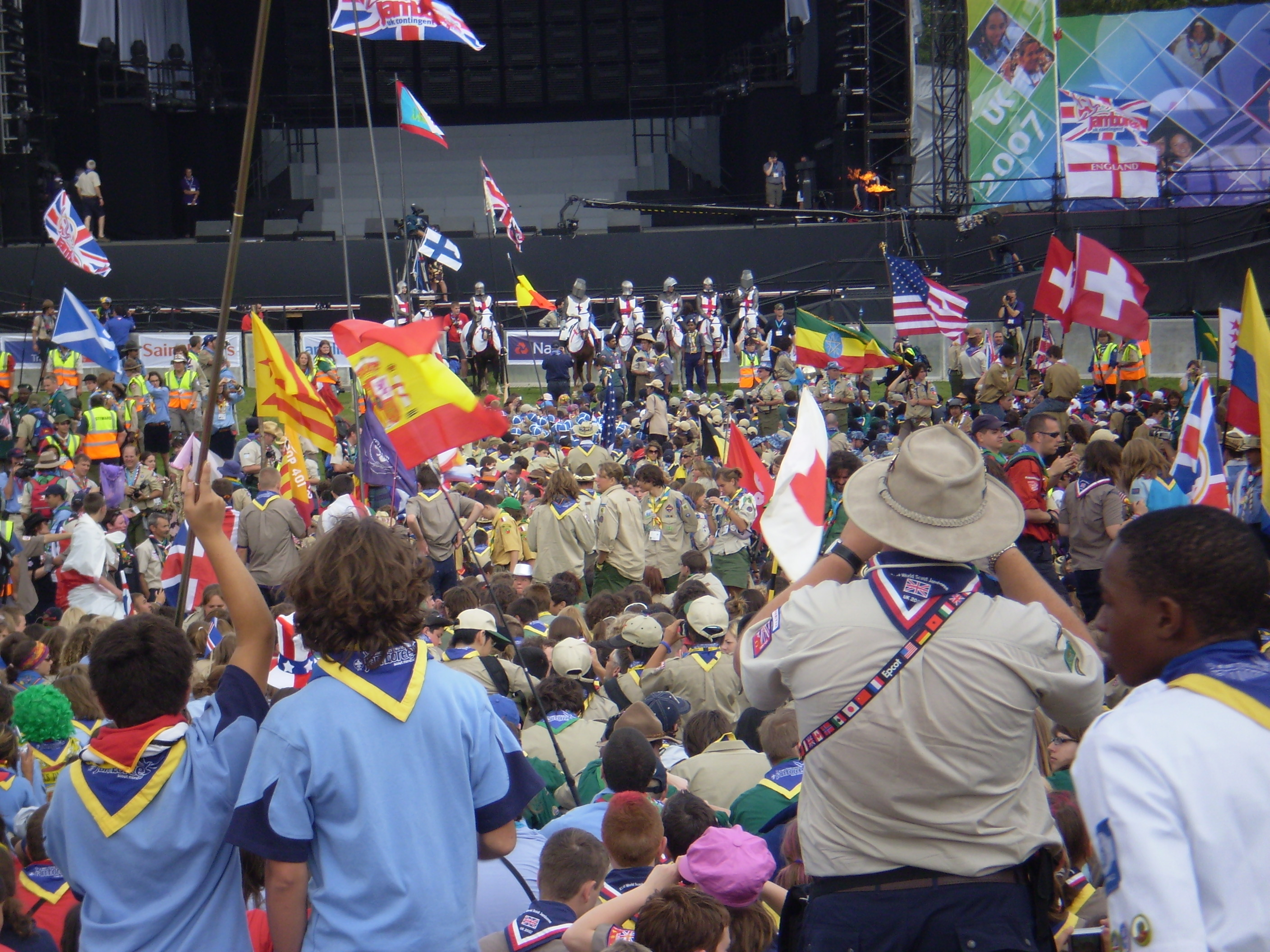
Chuẩn bị cho lễ khai mạc tại công viên Hylands Park

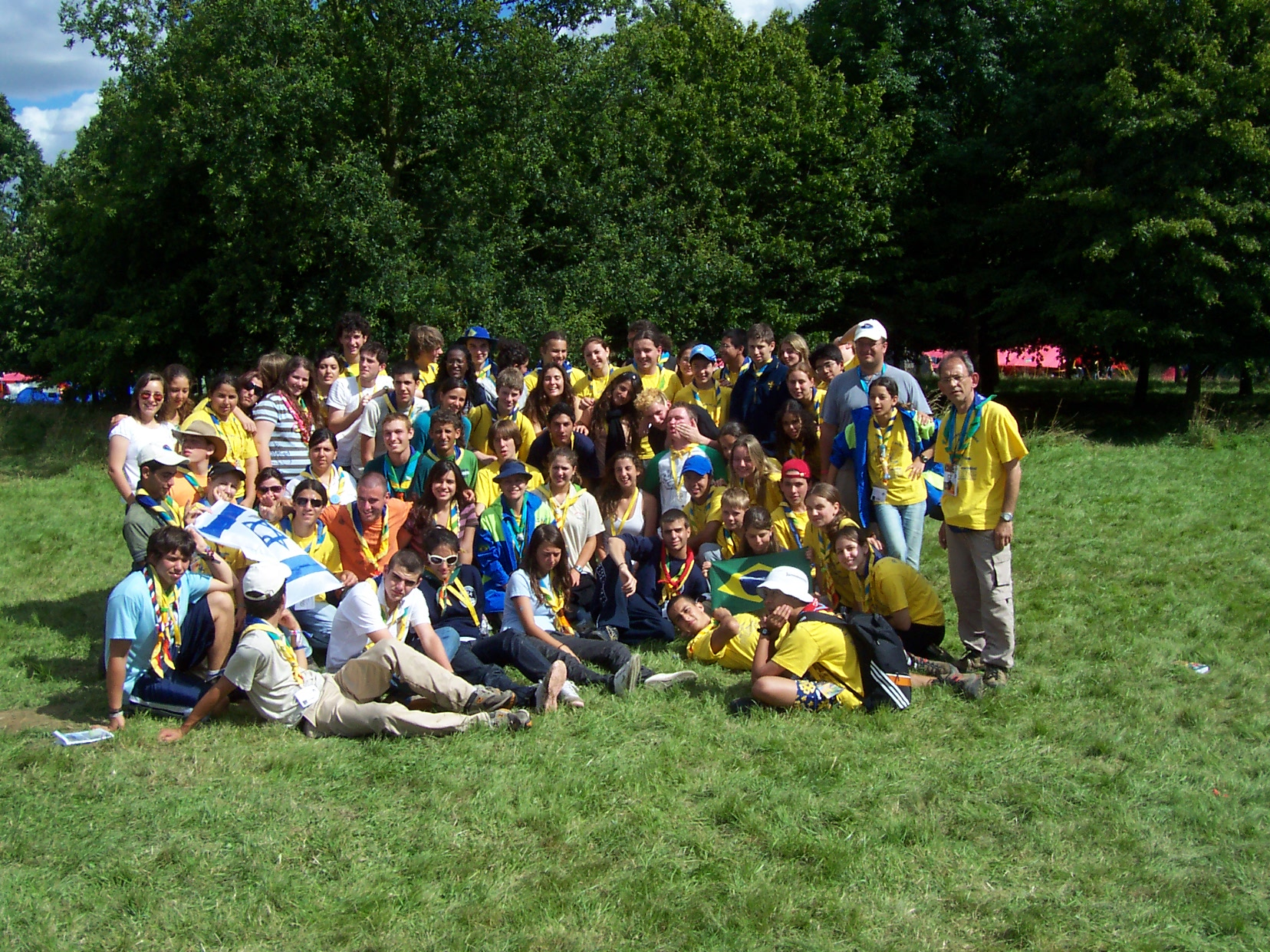
Israel & Brasil tại Trại Họp bạn.

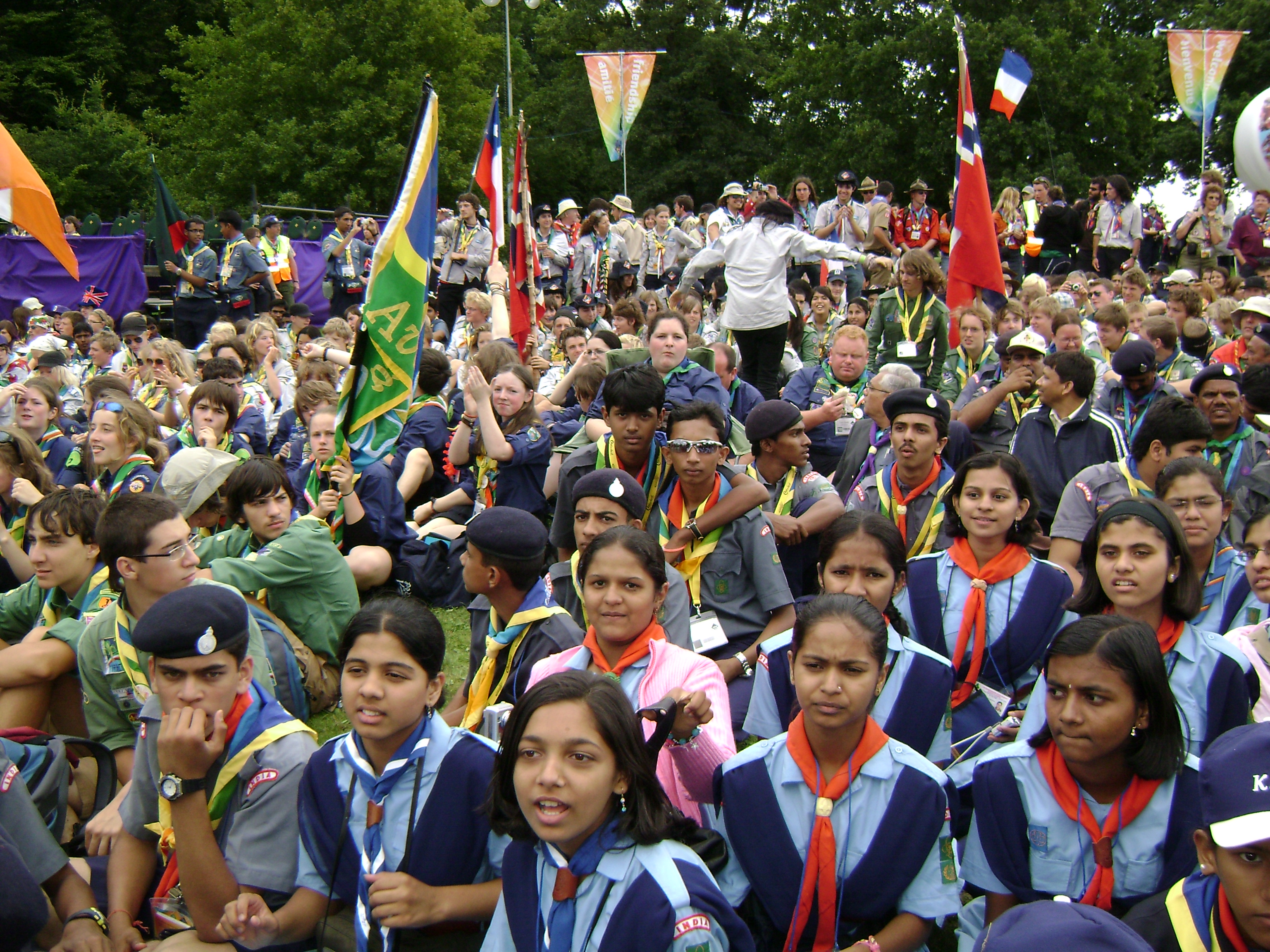
Hướng đạo sinh từ Ấn Độ

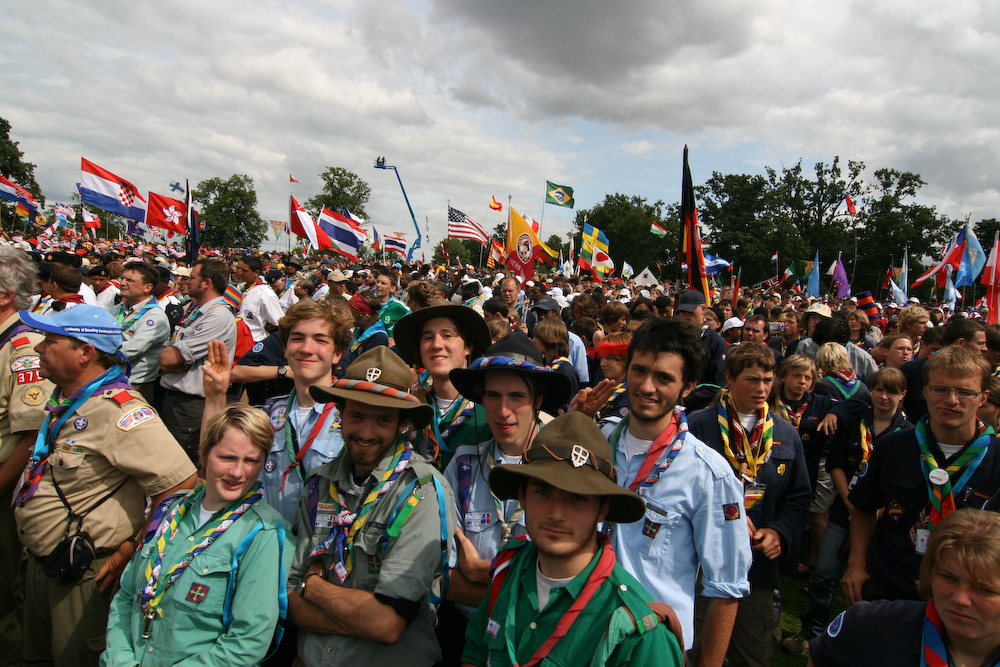
Hướng đạo sinh Pháp

You've got to try just a little, to make a better day

You've got to try just a little, and your hope will find a way

You've got to work just a little, to find the friend in you

And if you hurt just a little, maybe a friend will help you too

Face your doubt with unity, all the colours that you bring

Live each day in harmony, come and sing it:
Jambo - hello, it's a world scout jamboree
One hundred years to date, let's all celebrate
Jambo - hello, join together always be
One world - one promise 
One world - one promise 
Why don't we help one another, that's what we're here to do

There's so much to learn from each other, to do the best that you can do.

Why don't we all work together, it's a better way to live

And if we look to the future, we'll have so much more to give

Join the fun, here in the sun, it's our centenary

Everyone, sing along, let the whole world hear us:
Jambo - hello, it's a world scout jamboree
One hundred years to date, let's all celebrate
Jambo - hello, join together always be
One world - one promise 
One world - one promise 
Why don't we join

Together

Work

Together

sing

Together

(We will walk hand in hand...)

We'll have fun

together

Friends

Forever

Make the world as one
Jambo - hello, it's a world scout jamboree
One hundred years to date, let's all celebrate
Jambo - hello, join together always be
One world - one promise 
One world - one promise 